# 台湾铁角蕨
台湾铁角蕨（学名：Asplenium taiwanense）为铁角蕨科铁角蕨属下的一个种。

## 扩展阅读
- 維基物種上的相關：台湾铁角蕨